# Milice
Pour les articles homonymes, voir Milice (homonymie).
 (décembre 2008).
Si vous disposez d'ouvrages ou d'articles de référence ou si vous connaissez des sites web de qualité traitant du thème abordé ici, merci de compléter l'article en donnant les références utiles à sa vérifiabilité et en les liant à la section « Notes et références ».
 (février 2025).

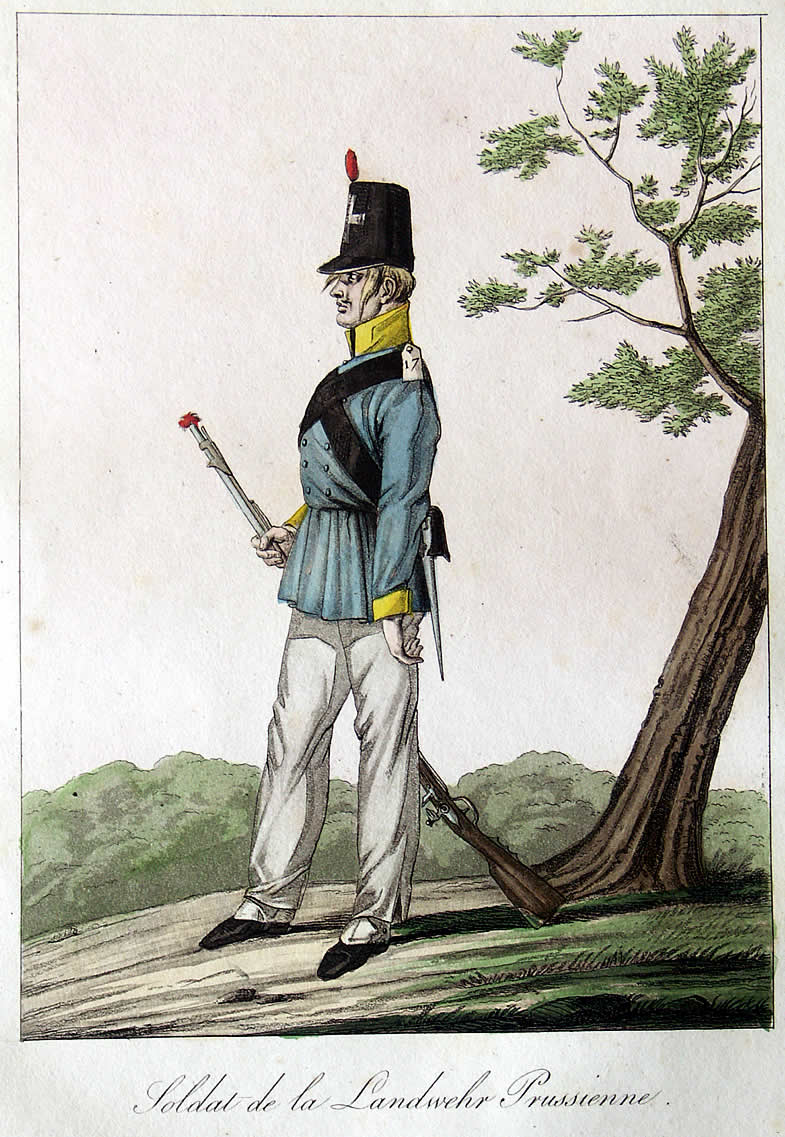
Landwehr prussienne en 1815.

Les milices sont des forces de police ou des forces supplétives de l'armée.
Dans les pays de l'ex-bloc soviétique, la milice est l'organisation chargée du maintien de l'ordre public, l'équivalent de la police.
Le nom est donné aussi à des groupes de personnes créés ponctuellement pour maintenir l'ordre, notamment en cas de troubles civils, ou pour combattre.

## Moyen Âge
Au Moyen Âge, les milices communales françaises se distinguèrent à la bataille de Bouvines, les milices communales flamandes à la bataille de Courtrai.

## Milices

### Milice britannique

#### Origines de la milice britannique
Les fondements de la milice en Angleterre remontent à l’ancienne obligation pour chaque homme libre de porter les armes suivant son rang social. Vers l’an 605, se développe l’institution du « fyrd » un genre de milice tribale qui demande à tous les hommes valides de faire du service militaire. Les sheriffs ou les Anciens procèdent à l’appel des miliciens. Des amendes sévères sont imposées aux nobles  et aux serfs qui refusent de servir. Le fyrd est remplacé graduellement par l’assemblée des lords féodaux et leurs vassaux, puis, mis en veilleuse après la conquête normande de 1066.
À partir de 1181, avec l’« Assize of Arms » d’Henri II, les hommes libres doivent prouver annuellement qu’ils possèdent des armes. À compter de 1253, cette obligation s’étend également aux serfs qui représentent la classe socio-économique la plus basse. La milice anglaise repose sur le droit des nobles de s’équiper d’une force de défense personnelle qui peut être mise au service du roi. Elle est dirigée par la petite noblesse et la bourgeoisie montante. Dans chaque comté, quelques habitants reçoivent annuellement un entraînement militaire de quelques jours aux frais de la communauté. Avec une armée peu importante, la milice constitue un moyen de maintenir l’ordre. Son rôle est dichotomique : supplanter l’armée, en cas d’insubordination de celle-ci, ou l’aider dans les cas de manque d’effectifs. Les autorités préfèrent maintenir une milice plutôt qu’une armée régulière trop imposante, même si, à l’occasion, les miliciens se joignent aux émeutiers qu’ils sont supposés contrôler.

#### Évolution de l’institution
En 1585, Élisabeth Ire compte sur près de 90 000 miliciens lorsqu’elle passe en revue la milice qui a résisté à l’invasion de la flotte espagnole. Maintenue en alerte quelques années, la milice tombe en décadence au début du XVIIe siècle. Lors de la Révolution de 1649, elle sert les intérêts du Parlement et devient une milice politique. Après avoir renversé le roi, Oliver Cromwell modifie le fonctionnement de la milice. Des miliciens volontaires, contre rémunération, assistent à quatre entraînements annuels et combattent en cas de besoin. Avec la Restauration de 1660, le roi contrôle la milice et le service universel. Il nomme dans chaque comté des lords lieutenants qui attribuent des commissions d’officiers, lèvent les troupes et les dirigent au combat. Les officiers de ces unités sont des country gentlemen. Chaque unité de milice s’entraîne quatre jours par année. Pour assurer la rigueur des opérations, un sous-officier de l’armée régulière sert de muster master dans chaque comté. De temps à autre, on procède à la conscription de miliciens pour le service actif, généralement des individus moins fortunés, des sans-emploi ou des indigents. Les lois de milice de la Restauration limitent le pouvoir de la monarchie en confiant aux lords lieutenants les commissions d’officier et en soustrayant les miliciens à la loi militaire. Ceci rend difficile l’enrôlement pour plus d’un mois d’un régiment de milice et son déplacement au-delà des limites du comté, sauf lors d’invasion ou de rébellion.
Au début du XVIIIe siècle, la question de la milice et sa réforme sont au cœur de la lutte politique britannique. Whigs et Tories s’affrontent, publiant chacun plusieurs pamphlets vantant ou contestant les avantages de la milice sur l’armée régulière. Un groupe de Whigs soutenait que : « Maintaining an army in peacetime threatened the constitution both as a coercive agent of the Crown’s formal prerogative and as an important source of patronage with which to purchase in parliament ».
À cette idée, la cour oppose l’argument suivant : « The increasingly sophisticated technology of war required a permanent trained establishment ».
En 1750, Wiilliam Pitt, un Whig modéré, paie-maître général de l’armée et député, déclare à la Chambre des communes : « the militia had been neglected and the navy starved in order to pay for an Army that would not be strong enough to protect us if the depleted fleet lost command of the sea ». Peu après, certains Whigs prônent une approche moins stricte. Ils mettent en avant l’idée d’une défense basée sur les ressources humaines locales, une limite sur la durée de l’enrôlement dans l’armée régulière et l’augmentation des forces régulières par l’ajout d’une milice nationale. Grâce à des manœuvres politiques, William Pitt fait adopter la loi réformant la milice. Celle-ci devient essentiellement une deuxième armée régulière sans pour autant s’aliéner l’appui des Whigs et des Tories.

#### Divisions sociales de la milice
En 1756, William Pitt, devenu secrétaire à la guerre, propose une loi de milice qui divise la population masculine du pays en quatre catégories : « nobility, gentry, yeomanry and commonalty ». Les classes supérieures doivent s’armer afin de maintenir l’ordre sur les autres classes. Chez les jeunes hommes de la « commonalty », on tire au hasard 100 000 hommes pour s’entraîner un mois par année. De ce bassin, des recrues sont incorporées pour trois ans dans l’armée. Chaque comté fournit un nombre précis de recrues tirées au sort parmi les hommes valides de 18 à 50 ans. Ils peuvent cependant présenter un remplaçant ou payer une amende de 10 £.
Les bataillons de milice regroupent de cinq à huit compagnies de milice sous le commandement d’un lieutenant-colonel ou d’un major. Un capitaine, un lieutenant et un enseigne dirigent une compagnie de 80 miliciens. Les officiers proviennent généralement de l’élite locale. De plus, ils doivent prononcer le serment du Test, freinant ainsi les aspirations des catholiques. Pour contrer un surplus d’officiers de milice, la loi de 1757 prévoit qu’un tiers des officiers doit se retirer dans un délai de quatre ans. Plusieurs hommes de qualité refusent de servir parce qu’en cas de guerre, ils ne pourront plus vaquer à leurs affaires. Sir Thomas Hatton soutient : « The main business of a militia commandant is not to exercise the battalion, but to make the service easy for those public spirited enough to give up their time to it and to keep a good grip on the business side ». Selon John Cannon, l’apport militaire de la milice britannique est négligeable tout au long de son existence. Elle représente cependant une force constitutionnelle importante pour faire contrepoids au contrôle royal de l’armée régulière.
En Grande-Bretagne, du moins jusqu’au début du XVIIIe siècle, la fonction de la milice est double. D’une part, elle doit aider l’armée régulière, forte mais politiquement instable. D’autre part, elle doit être prête à se battre contre cette même armée. Par la suite, la milice devient un enjeu politique entre les Whigs et les Tories. Le pouvoir local est très important dans le bon fonctionnement de l’institution. Les fonctions d’un individu à l’intérieur de la milice dépendent de sa classe sociale. Les membres de l’élite locale occupent les postes d’officiers tandis que les roturiers comblent les rangs des simples exécutants. Contrairement à la France, qui différencie la milice bourgeoise de la milice rurale. La Grande-Bretagne se contente d’avoir une milice sédentaire pour l’ensemble du pays de laquelle on incorpore des miliciens pour le service actif.

#### XIXesiècle
Après les guerres napoléoniennes, la milice est tombée en désuétude. La Milice a été réactivée par la loi sur la Milice de 1852 (15 & 16 Vict. c. 50), promulguée pendant une période de tension internationale. Elle devait être considérée comme une alternative à l'armée. La formation durait 56 jours au moment de l'engagement, puis les recrues retournaient à la vie civile mais se présentaient pour 21 à 28 jours de formation par an. La solde complète de l'armée pendant la formation et une provision financière par la suite complétaient utilement le salaire civil des hommes. Nombreux sont ceux qui considèrent le camp annuel comme l'équivalent d'un congé payé. La milice attire donc les ouvriers agricoles, les charpentiers, etc., des hommes qui exercent des professions occasionnelles et qui peuvent quitter leur emploi civil et le reprendre. La milice était également une source importante de recrues pour l'armée régulière, car les hommes y avaient goûté à la vie militaire. Jusqu'en 1852, la milice était une force entièrement composée d'infanterie, mais la loi sur la milice de 1852 a introduit des unités d'artillerie de milice dont le rôle était d'assurer les défenses côtières et les fortifications, soulageant ainsi l'artillerie royale pour le service actif.
La milice ne doit pas être confondue avec les unités de volontaires créées dans un élan d'enthousiasme au cours de la seconde moitié du XIXe siècle. Contrairement à la Volunteer Force (plus tard connu comme Territorial Force) et à la Yeomanry cavalerie, les miliciens étaient considérées comme plutôt plébéiennes. Les corps de volontaires exigeaient cependant que les recrues financent leur propre équipement, ce qui excluait de fait les personnes à faibles revenus.
Une nouvelle législation permet à un plus grand nombre d'hommes de la milice d'entrer dans l'armée. En 1880, il est admis que la milice joue désormais le rôle d'un corps de recrutement. Il ne s'agit plus d'une armée de citoyens destinée à limiter la taille de l'armée régulière et à contenir le despotisme militaire.
Dans le cadre des Réformes Childers introduites par le secrétaire d'État à la guerre en 1881, les régiments d'infanterie de milice restants ont été redésignés comme bataillons numérotés de régiments de ligne, groupé par comté, prenant rang après les deux bataillons réguliers. En règle générale, un régiment anglais, gallois ou écossais compte deux bataillons de milice (le 3e et le 4e) et les régiments irlandais trois (numérotés 3e et 5e).

#### Special Reserve
La milice a été transformée en réserve spéciale par les Réformes Haldane en 1908. Contrairement au soldat servant dans la milice, ceux qui servaient sous les conditions de service de la réserve spéciale avaient l'obligation de servir à l'étranger, comme le stipule le paragraphe 54. Les normes d'aptitude médicale étaient moins élevées que pour les recrues de l'infanterie régulière. La possibilité de s'enrôler dans l'armée sous les conditions du service régulier était facilitée par le paragraphe 38, l'une des conditions préalables étant que la recrue « remplisse les exigences physiques nécessaires ». Le remplacement de plusieurs semaines de formation préliminaire par six mois de formation à temps plein lors de l'enrôlement dans la réserve spéciale constitue un autre contraste. L'objectif de la réserve spéciale est de fournir des remplacements pour les unités du régiment à l'étranger, plutôt que d'opérer dans leurs propres formations autonomes.
La Réserve spéciale a repris sa désignation de milice en 1921, puis celle de Réserve supplémentaire en 1924, bien que les unités aient été effectivement placées en « animation suspendue » jusqu'à leur dissolution en 1953.

### Milices de type britannique en Amérique du Nord

#### Évolution de l’institution
Dans les colonies de la Nouvelle-Angleterre, le concept de milice apparaît assez tôt et assure la survie de la jeune colonie lors de conflits contre les Amérindiens. La première milice s’établit en Virginie, en 1632, et repose sur un recrutement local et de courtes périodes de service actif lors d’urgences. Tout homme capable de porter une arme doit l’apporter à l’église et s’exercer après le service religieux.
Dès 1645, au sein de la colonie de la baie du Massachusetts, quelques hommes furent sélectionnés parmi les troupes locales pour être prêts à un déploiement rapide. Les minutemen dont le nom deviendra célèbre un siècle plus tard étaient généralement choisis parmi les colons d'une même ville, ainsi il n'était pas rare pour eux de combattre aux côtés de cousins ou de beaux-frères.
En 1682, le colonel Thomas Dongan, lieutenant-gouverneur de New York, reçoit des ordres pour créer une milice :
« to be mustered and disciplined under such office as you shall nominate and appoint and that they may be ready in case of any invasion or suddaine insurrection, to oppose the enemy; and in any case you are to leavy arms and employ the inhabitants against such forreigne and other enemyes, represse, fight with kill and destroy them ».
Dans certaines colonies, les miliciens choisissent les officiers, tandis qu’ailleurs, le gouverneur procède aux nominations. Peu importe le type de sélection, les officiers appartiennent généralement à la classe dirigeante. Jusqu’en 1700, toute la population masculine adulte est assujettie à la milice, puis de grands pans de la société en sont exclus : les Indiens alliés, les mulâtres et les noirs libres, les serviteurs blancs, les apprentis et les itinérants. À partir du milieu du XVIIe, les milices coloniales prennent de l’ampleur et deviennent une institution essentielle dans la formation de la société en adoptant une couleur locale, tout en conservant leurs lignes maîtresses. La structure des troupes provinciales se calque sur celle de l’armée régulière avec ses régiments, bataillons, divisions et compagnies.
Fred Anderson définit ainsi les rôles de la milice coloniale britannique : « An all purpose military infrastructure: a combination of home-guard, draft board and rear-echelon supply network ». Lors des guerres coloniales, les opérations de la milice suivent un cycle très régulier. À la fin de l’hiver, le gouverneur nomme plusieurs colonels pour commander les troupes pour la campagne printanière et leur fournit une série de commissions d’officiers en blanc à utiliser à leur discrétion. Pour obtenir sa commission, le capitaine recrute 50 hommes, le lieutenant 25 et l’enseigne 15. La nomination des officiers et l’enrôlement des miliciens ne dépassant pas une période de neuf mois, il faut recommencer tous les ans. Ce processus nuit à la continuité du corps des officiers.

#### Institution de type égalitaire
Les miliciens du Massachusetts de la guerre de Sept Ans servant avec les troupes britanniques se distinguent, en général, des soldats britanniques qui proviennent de la classe prolétaire. Ces miliciens actifs sont souvent des individus temporairement sans emploi et disponibles pour le service militaire. Ils n’attendent qu’une reprise de l’économie pour retrouver un emploi. D’autre part, devant une pénurie de main-d’œuvre, la Virginie enrôle de force des vagabonds pour remplir les quotas de ses bataillons de milice. Conséquemment, les miliciens enrôlés lors de ces pénuries ressemblent alors plus socialement aux soldats britanniques qu’aux colons de Virginie. Cela dit, les officiers britanniques ont une très mauvaise opinion de la milice américaine. Ils dénoncent le peu de fiabilité de la milice, l’odeur du camp des miliciens qui se répand à des lieues à la ronde et le réseau de loyautés personnelles et contractuelles. Au grand étonnement des officiers britanniques, les officiers de milice américains fraternisent ouvertement avec leurs miliciens.
Lors de la Révolution américaine, Claude Robin, un officier français servant avec le comte Jean-Baptiste Donatien de Vimeur de Rochambeau, rapporte que les Américains n’ont aucune idée des distinctions de naissance, d’ordre, de rang et ne voient pas la différence entre soldats et officiers. Les officiers français s’étonnent également de voir les officiers de milice exercer des métiers. Lors de campagnes conjointes milice-armée, plusieurs animosités surgissent : les officiers de milice sont toujours subordonnés aux officiers de l’armée régulière de même rang et le commandement conjoint des troupes revient toujours à un officier de l’armée même si celui-ci n’a aucune connaissance de la région.

#### Effets de la Révolution
Durant la Révolution américaine, des miliciens se battent dans les deux camps. Plus de 42 000 hommes servent du côté des Loyalistes tandis que 160 000 combattent du côté des Patriotes. George Washington décrit ses préoccupations envers la milice patriote :
«To place any dependence on Militia, is, assuredly resting upon a broken staff. Men just dragged from the tender scenes of domestic life; unaccustomed to the din of Arms; totally unacquainted with every kind of military skill, which being followed by a want of confidence in themselves, when opposed to Troops regularly trained, disciplined, and appointed, superior in knowledge and superior in Arms, makes them timid, and ready to fly from their own shadows. » 
Quand de Rochambeau tente de recruter des miliciens de Boston pour repousser une attaque britannique dans le Rhode Island, il constate que sur 5 000 miliciens appelés, seulement 2 000 se présentent. Les autres préfèrent s’occuper des moissons. Le comte de Fersen, rapporte que les miliciens « ne s’assemblent que lorsque le danger est imminent, et ils fuient lorsqu’il devient plus grand ». Un autre officier français déclare : « Après la première décharge, ils prennent le chemin de leur maison, aucun d’eux ne s’arrête avant d’y être arrivé ». Néanmoins, John Shy soutient que la milice patriote de 1776-1783 est une milice volontaire motivée tandis que celle que les Britanniques ont connue de 1756 à 1759 n’était qu’un ramassis de bons à rien. Edward C. Papenfuse et Gregory C. Stevenson soutiennent que les miliciens du Maryland ne s’enrôlent pas par patriotisme mais plutôt parce que la société leur offre peu de possibilités d’épanouissement. Ils divisent les miliciens en deux grandes catégories : de pauvres journaliers ou de récents immigrants ayant eu des démêlés avec la justice.

#### Milice américaine
Après la Révolution américaine, la milice subit de nombreux changements. L’adoption d’une loi nationale sur la milice soulève d’énormes débats. En 1784, George Washington, Alexander Hamilton, le baron Friedrich Wilhelm von Steuben et Henry Knox préparent un plan pour améliorer l’efficacité de la milice du pays. Ils soutiennent que l’utilisation de la milice est sécuritaire et nécessaire et se justifie par la distance séparant les États-Unis des armées européennes et par la pauvreté des ressources de l’État, incapable de maintenir une armée permanente. Plusieurs États américains refusent l’idée d’une milice nationale unifiée.
En 1787, le Congrès américain contrôle une armée de 900 hommes mais doit compter sur les États pour les équiper. Chaque État américain contrôle sa propre milice. Par la loi de milice fédérale, le Président des États-Unis devient commandant en chef de l’armée et de la milice de tous les États quand elle sert le pays. Avec l’accord du Sénat, il nomme les officiers de milice. Les États ne peuvent pas conserver, en temps de paix, des troupes autres que la milice sans le consentement du Congrès. Les politiciens américains portent un tel intérêt à la milice que le Deuxième amendement à la Constitution traite directement de la milice : « A well regulated Militia, being necessary to the security of a free State, the right of the people to keep and bear Arms, shall not be infringed. » (« Une milice bien organisée étant nécessaire à la sécurité d'un État libre, le droit du peuple de détenir et de porter des armes ne doit pas être transgressé. »). Depuis plusieurs années, les propriétaires d’armes, les historiens et la population en général interprètent à leur façon le sens profond de l’amendement. S’agit-il du droit individuel de porter une arme ou du droit collectif d’avoir une milice armée ?
En mai 1792, le Congrès adopte le Calling Forth Act et le Uniform Militia Act. La première loi donne au Congrès le droit d’appeler la milice pour supprimer une insurrection, repousser une invasion, combattre les tribus amérindiennes ou faire appliquer les lois des États-Unis. Cette loi est applicable pour une durée de deux ans. Les miliciens appelés reçoivent la même solde que les soldats de l’armée américaine et sont soumis aux mêmes règlements militaires. Cependant, s’ils sont traduits devant une cour martiale, celle-ci sera composée uniquement d’officiers de milice. Pour Richard H. Kohn, l’adoption de la Uniform militia amène le déclin de la milice locale puisqu’elle ne contient aucune pénalité, ne prévoit pas d’officiels pour maintenir les standards d’efficacité ni aucune procédure pour s’assurer d’une uniformisation des milices de chaque État. La seconde loi constitue une tentative d’uniformiser les milices de chaque État américain et de les mettre sous l’autorité du président. Chaque citoyen blanc et libre de 18 à 45 ans doit s’enrôler dans la compagnie de milice de sa localité et s’équiper d’un mousquet et de balles de fusil. Les armes servant pour la milice sont exemptes de toute saisie judiciaire. On prévoit une série d’exemptions qui permettent d’éviter le service dans les unités de milice. Chaque État relève de l’autorité d’un adjudant-général de milice. Dans chaque bataillon, on établit une compagnie de grenadiers, d’infanterie légère ou de carabiniers. Les compagnies d’artillerie sont composées de miliciens volontaires. Les miliciens blessés en service reçoivent une pension d’invalidité.
Aux États-Unis, la milice dépend de chaque État. Le gouvernement central peut indiquer des méthodes de fonctionnement mais il ne contrôle véritablement la milice qu’en cas de conflit. La milice doit être prête à appuyer l’armée qui est, pour des raisons économiques, réduite au minimum. Le pouvoir local est très important dans le bon fonctionnement de l’institution. Les fonctions d’un individu à l’intérieur de la milice dépendent non pas de sa classe sociale mais plutôt de sa reconnaissance sociale dans le milieu. Les leaders de la communauté deviennent les officiers de milice tandis que les autres citoyens forment la masse des miliciens. Lorsque la milice devient active, nombre de chômeurs remplissent ses rangs.
Depuis le XXe siècle, on peut considérer les Forces de défense d'État comme les successeurs de ces premières milices.

#### Milices des Maritimes et du Haut-Canada

##### Origine de la milice des Maritimes
En 1720, peu après la cession de l’Acadie à la Grande-Bretagne, le gouverneur de la Nouvelle-Écosse, le colonel Richard Philipps, nomme quelques capitaines de milice dans Canso, un village de pêcheurs. Comme la région se trouve sous la protection des soldats britanniques basés à Annapolis, la milice demeure inactive. En 1749, dans la région d’Halifax, les marins et soldats démobilisés ainsi que tous les hommes de 16 à 60 ans reçoivent un entraînement militaire après le service dominical. Cette milice ne s’adresse qu’aux habitants britanniques. Les Acadiens en sont exclus. Chaque milicien doit se munir d’un mousquet et assister à tous les exercices. En 1753, le gouverneur Hopson (en) adopte une loi de milice demandant à tous habitants et leurs serviteurs entre l’âge de 16 et 60 ans de se présenter avec leurs mousquets et leurs munitions lors des rassemblements de milice. Cinq années plus tard, la première assemblée législative de la colonie approuve une loi régissant la milice. Nous reviendrons sur cette loi au prochain chapitre.
Durant la révolution américaine, on élabore un plan pour enrôler, par tirage au sort, un cinquième des miliciens. Les habitants de Truro s’opposent à cette conscription en soutenant qu’elle aurait des effets négatifs sur leurs terres, leurs familles et que la colonie serait dans un état de détresse immense. En 1776, dans la colonie, plusieurs compagnies de miliciens refusent de se rassembler pour protester contre la conscription. Le gouverneur doit reculer en annonçant que les miliciens conscrits resteront à la maison jusqu’au moment où une invasion se matérialise. Après la Révolution américaine, de nombreux loyalistes viennent s’établir dans la colonie. Parmi ceux-ci, nous retrouvons plusieurs individus qui ont servi dans l’armée régulière ou dans la milice durant la révolution américaine. Comme nous le verrons pour la Nouvelle-France, ces militaires d’expérience assurent une cohésion importante à la milice.
Avec la loi de milice de 1795, les miliciens sont soumis à six rassemblements annuels : quatre par compagnie et deux par régiment. En 1807, 600 miliciens sont incorporés dans une milice active pour assurer la défense de Halifax. Un major-général britannique observe que la milice incorporée est bien entraînée considérant : « that they never had weapons in their hands before ».
Le Nouveau-Brunswick devient une colonie en 1784. Les unités de milice sont regroupées par comté sous la direction de colonels choisis parmi les personnalités importantes de la région. En 1787, l’assemblée législative crée un comité pour établir une loi sur la milice. Les membres de ce comité s’inspirent des lois de milice de la colonie de New York telles qu’elles existaient avant la Révolution américaine. Ainsi, les hommes de 16 à 50 servent dans la milice même si quelques exemptions existent. Chaque milicien doit se présenter au rassemblement annuel avec un bon mousquet, une baïonnette et des munitions. Les commandants de bataillons de milice nomment les officiers des différentes compagnies. Ce choix se base sur les contacts personnels entre le commandant et les officiers de milice. Les nominations se font généralement à partir du rang d’enseigne. Occasionnellement, des postes de capitaine sont attribués comme entrée dans la milice. Plus rares encore, sont les postes de major. Dans ces cas particuliers, les individus ont généralement fait une carrière dans l’armée régulière ou dans les corps loyalistes durant la Révolution américaine. En 1808, on abolit le rang de colonel de milice. Ainsi, le rang de lieutenant-colonel devient le plus haut niveau de la hiérarchie d’un régiment de milice.
L’Île-du-Prince-Édouard devient une colonie en 1769. Jusqu’en 1775, on n’y retrouve aucune milice. À ce moment, deux vaisseaux américains attaquent l’île et vandalisent plusieurs maisons. En 1780, on adopte une loi de milice concernant tous les hommes de 16 à 60 ans. Ils doivent se procurer une arme et assister à deux rassemblements par année. Devant une pénurie d’armes, le gouvernement distribue 200 armes en 1793. Ceci ne semble pas avoir un impact sur l’efficacité de la milice comme le rapporte un observateur : « The people being warned attended the Muster and their appearance was a burlesque upon anything that ever called a Militia : out of about 300 men not more than 5 or 6 had muskets, and they were so rusty that they were unfit for Service and some of the rest had stick. »

##### Développement de la milice du Haut-Canada
Lors de l’ouverture de l’assemblée législative du Haut-Canada, en 1792, Lord Simcoe ne présente pas de loi de milice. Cependant, en 1793, à la suite de la déclaration de guerre entre la France et la Grande-Bretagne, le gouverneur tente d’importer intégralement le modèle britannique de milice. Il nomme ainsi des Lords Lieutenant dans chaque comté qui à leur tour nomment des officiers de milice. De plus, certains miliciens, tirés au sort, doivent servir trois années dans la milice active. Quand Simcoe reçoit l’ordre de ne pas nommer de Lords Lieutenants, il accorde à ces individus le rang de colonel de milice. L’Assemblée législative adopte la loi obligeant tous les hommes de 16 à 50 ans à se présenter aux exercices militaires sous peine d’une amende variant entre deux et huit dollars. L’entraînement annuel s’effectue le 4 juin de chaque année, jour anniversaire du roi George III. Les officiers de milice doivent posséder une terre située dans leur district de milice : pour les colonels, 400 acres, les majors et les capitaines 300 acres, et les autres officiers subalternes, 200 acres.
L’anticipation d’une guerre avec les Américains amène l’Assemblée législative à modifier les règlements de milice. Les miliciens et sous-officiers qui refusent d’obéir à des ordres sont passibles d’amendes. Lors de réquisitions pour le transport de matériel militaire, les miliciens sont rémunérés suivant les distances parcourues. Le milicien blessé au combat et qui devient invalide reçoit une pension de 9£ par année tandis que s’il décède sa veuve ne reçoit que 5£. Comme la colonie compte de nombreux immigrants venant des États-Unis, les officiers et miliciens doivent faire un serment d’allégeance au roi du Royaume-Uni lors de l’entraînement annuel. En 1812, le Haut-Canada compte 246 compagnies de milice, 11,650 miliciens et 818 officiers.
Les milices des Maritimes et du Haut-Canada s’inscrivent dans la tradition des milices coloniales britanniques. Elles encadrent la population masculine de 16 à 50 ans pour défendre la colonie en cas d’invasion. On demande aux miliciens de se procurer eux-mêmes des armes et de posséder les munitions. En temps de paix, cette milice est peu encombrante pour la population mais également peu efficace. La défense réelle de chaque colonie dépend de la présence des soldats réguliers. L’élite locale occupe les postes d’officiers de milice tandis que les simples habitants comblent les rangs inférieurs. Au Haut-Canada, la milice sert d’instrument de contrôle des individus dont la loyauté envers la couronne britannique est discutable.

### Milice en France

#### Milices françaises
Jusqu’au milieu du XVIIe siècle, la France compte trois types de milice sédentaire ou locale : la milice urbaine, la milice provinciale et la milice côtière. La milice urbaine, appelée milice bourgeoise à partir du XVIe siècle, comprend les troupes formées par les villes qui, à cause de leur fidélité au Roi, obtiennent le droit de s’administrer elles-mêmes. On considère comme ville toutes les localités qui ont eu des remparts au Moyen Âge ou qui constituaient le chef-lieu d’une seigneurie importante. Elles assurent leur propre police et défense. Sous l’autorité des magistrats municipaux, la milice regroupe par quartiers ou par corps de métier tous les habitants en état de porter les armes. Généralement, les gentilshommes locaux comblent les rangs des officiers. En temps de paix, les hommes sont regroupés en compagnies locales et s’exercent quelques jours par an. En temps de conflit, les compagnies forment des bataillons pour remplacer les régiments réguliers sur le front. Dans les régions frontalières, la milice provinciale locale, regroupe par paroisses les hommes qui obéissent alors aux ordres des principaux seigneurs du pays. À partir de François Ier, la milice côtière assure la défense des rivages.
En 1688, l’organisation de la milice change considérablement. François de Louvois, secrétaire à la guerre de Louis XIV, crée des milices royales pour servir de forces auxiliaires à l’armée et constituer un bassin de recrues. Dans chaque paroisse, les syndics de milice préparent la liste des recrues potentielles et la présentent à l’assemblée. Les célibataires et les hommes mariés sans enfants participent à un tirage au sort. On exempte également les fils de notables, les officiers royaux et souvent les bourgeois. Ceux qui tirent un billet noir deviennent miliciens actifs pour six ans. Ils ont cependant la possibilité de présenter un remplaçant qui servira à leur place. À partir de 1693, les miliciens doivent être âgés de plus de 18 ans, mesurer au moins cinq pieds et ne pas bénéficier d’exemption de caractère médical, familial, social ou économique. De 1701 à 1712, le nombre de miliciens recrutés par province varie de 120 à 300 pour 100 000 habitants.
En mars 1694, lors de la création des offices vénaux, Louis XIV autorise l’achat des commissions d’officier de milice pour les milices bourgeoises. La petite ville de Hédé (Bretagne) achète les titres afin de nommer les officiers et ainsi contrôler la milice. En raison de sa petite population, moins de 700 habitants, cette milice ne compte qu’une seule compagnie. Le poste de colonel devient inutile mais, on le conserve de façon honorifique. Le titre de major de milice valait 4 000 livres françaises. En 1786, c’est le maire de la ville, le juge Jean-François Hérisson Delourme, qui occupe le poste de colonel. La communauté nomme librement, au scrutin secret, le capitaine et le lieutenant de la compagnie puisqu’elle possède les titres et qu’ils sont héréditaires. On élit deux notaires à ces postes. À Hédé, en temps de paix, les fonctions de cette milice sont la garde et la police de la ville, la lutte contre les malfaiteurs mais principalement un rôle protocolaire envers les échevins et la communauté dans les grandes cérémonies.
En 1726, la France organise la milice provinciale en armée auxiliaire. On crée une centaine de bataillons de miliciens correspondant chacun à une région déterminée, même si cette répartition n’est pas équitable pour certaines régions. Chaque bataillon se divise en compagnies auxquelles « on attribue plusieurs paroisses constituant un « canton » dont l’étendue est telle que chaque milicien puisse se rendre à l’assemblée de milice et en revenir dans la journée ». L’âge de ces miliciens se situe entre 16 et 40 ans. Plus de 300 000 individus servent ainsi au XVIIIe siècle. Vers 1762, un auteur anonyme de la région du Calvados vante dans un mémoire les mérites de cette milice : « La milice telle qu’on la lève en France, est la véritable armée de l’État. Les hommes qui la composent, nourris pour la plupart dans les travaux de la campagne, jouissent d’un tempérament robuste, capable de supporter les plus grandes fatigues… (mais) ils ne connaissent pas leur fusil et… ont plus peur des armes qu’ils portent qu’un vieux soldat n’en a de celles de l’ennemi… ».

#### Impacts sur la société
L’enrôlement de miliciens n’étant pas populaire, les autorités préfèrent recruter dans les villages plutôt qu’en ville pour éviter les émeutes. Les miliciables, pour leur part, inventent des stratégies pour se faire exempter : falsification des registres de baptêmes, mariages hâtifs, simulation de maladies ou même mutilation. Les nobles, à qui on permet de soustraire de la milice certains employés, s’impliquent dans une certaine résistance. En 1731, le gouverneur de Champagne emploie cinquante-sept gardes et dix-huit garde-chasse qu’il désire exempter du service de la milice. La milice devient de plus en plus lourde aux petites gens des campagnes, puis à partir de 1742, à celles des villes. Dans plusieurs endroits, les miliciables opposent une résistance collective. En 1740, vingt-huit garçons d’Autun refusent de tirer un billet. Ils sont alors sujets à servir douze ans dans la milice si les autorités les rattrapent. Pour éviter le tirage au sort de leurs citoyens, certains villages proposent d’enrôler les asociaux, les vagabonds, les étrangers et les bâtards.
L’esprit de la milice survit à la Révolution française. Les lois révolutionnaires rendent obligatoire l’inscription de chaque citoyen sur les rôles de la garde nationale sédentaire de sa commune. Les citoyens effectuent ainsi gratuitement des services de garde et des patrouilles, et maintiennent la paix les jours de manifestation. De plus, ils constituent un réservoir de recrues pour compléter, par tirage au sort, les effectifs des bataillons réguliers levés en cas de guerre.
De 1800 à 1815, les citoyens payant une contribution personnelle à l’État doivent servir dans la Garde nationale sous différentes formes. Les familles les plus riches joignent les gardes d’honneur. Ces unités purement locales travaillent principalement lors des cérémonies protocolaires. Les moins fortunés servent à titre de gardes nationaux sédentaires. On les utilise pour escorter les fonds publics entre deux villes, surveiller les prisons et convoyer les prisonniers de guerre.
Tout comme en Grande-Bretagne, les milices françaises constituent une obligation pour les habitants ruraux et les citadins. Le rôle de ces milices consiste à défendre la nation lors d’invasion ou d’insurrection. De plus, elles servent de réservoir pour gonfler les rangs de l’armée régulière. Lors de la Révolution française, les gardes nationales comblent le vide laissé par l’abolition des milices rurales et urbaines.
Globalement, les milices de France et de Grande-Bretagne jouent des rôles très similaires et utilisent une structure quasi identique. Néanmoins, les milices françaises se distinguent des britanniques par une division marquée entre la milice des villes et la milice des campagnes. De plus, la milice française ne sert jamais d’outil pour contrebalancer le pouvoir et l’influence de l’armée. Finalement, la milice britannique fait l’objet d’enjeux politiques tandis que, dans le cas de la monarchie française, il n’y a pas de place pour débattre du bien-fondé de la milice.

### Milice en Nouvelle-France
La défense de la Nouvelle-France repose sur quatre catégories de combattants travaillant en synergie : les troupes régulières françaises, les compagnies franches de la marine, la milice canadienne et les alliés amérindiens. Les régiments réguliers sont présents en Nouvelle-France de 1665 à 1668 et de 1754 à 1760. Les soldats et les officiers de ces unités proviennent de la mère patrie. Pour leur part, les compagnies franches de la Marine défendent la colonie, sans interruption, de 1683 à 1760. Créées spécialement pour le service colonial par le ministère de la Marine et des colonies, ces compagnies sont généralement composées de soldats français dirigés par des officiers canadiens. Ces deux organisations militaires sont appuyées par la milice qui regroupe des coloniaux français qui assurent de façon ponctuelle leur défense. Ce ne sont pas des soldats de carrière. Les alliés amérindiens s’ajoutent périodiquement aux autres combattants et constituent souvent une arme tactique et psychologique contre les troupes régulières britanniques et les miliciens américains.
Pour plusieurs historiens, la milice constitue un des piliers de la structure administrative et militaire de la Nouvelle-France. Elle permet à la France de conserver longtemps une colonie en Amérique du Nord. L’historien Jay Cassel, un spécialiste des compagnies de la Marine, soutient que l’histoire de la milice en Nouvelle-France baigne dans la légende. Tous les miliciens deviennent des tireurs d’élite. Ils peuvent vivre indéfiniment en forêt et remporter des victoires éclatantes contre les troupes britanniques. Selon Cassel, l’image du milicien est teintée par le nationalisme canadien-français du XIXe siècle qui doit vivre avec les effets de la Conquête. Les crises politiques de la Première et Seconde Guerres mondiales viennent encore embellir notre conception de la milice. Ainsi, l’idée du milicien puissant et infaillible plaît aux nationalistes de tout acabit. Cette vision positive de la milice en Nouvelle-France se refléterait dans le discours de la population québécoise qui attribue facilement la défaite des plaines d'Abraham à la faiblesse de l’armée française plutôt qu’à une déficience de la milice. Des manuels d’histoire du Québec reprennent cette idée même si elle est encore controversée. Si la milice a ainsi connu sa "légende dorée" à l'époque, des courants récents se sont plu à en minimiser l'importance et l'efficacité. Il ne faut pas oublier que la milice sert en fait fréquemment d'auxiliaire pour les troupes de la marine où régulières lors d'une expédition. Son rôle est à évaluer sous plusieurs facettes. Par exemple, lors de la bataille des plaines d'Abraham, certains engagements de la milice ont été reconnus efficaces (notamment contre des unités écossaises en milieu de journée) tandis que leur incorporation dans les unités menées par Montcalm sur le champ de bataille le matin n'a pas été concluant.

#### Évolution de l’institution
Malgré des débuts difficiles, la milice évolue durant toute la période française. Elle atteint un niveau d’efficacité maximale au début du XVIIIe siècle et le maintient jusqu’à la Conquête. Gérard Malchelosse associe l’origine de la milice canadienne à la création d’un « camp volant » de 50 hommes patrouillant le lac Saint-Pierre et le fleuve Saint-Laurent, en 1649. En 1651, alors que la Nouvelle-France ne compte qu’une garnison de 24 soldats, le gouverneur d’Ailleboust crée à Trois-Rivières une unité de défense organisée. Pour sa part, Paul de Chomedey de Maisonneuve regroupe, en 1654, les hommes de Montréal dans la fraternité des soldats de la très Sainte-Vierge et, en 1663, il instaure la « milice de la Sainte-Famille ». Cette milice se compose de 139 hommes répartis en 20 escouades sous la gouverne du major du poste. Chaque escouade regroupe sept miliciens qui élisent leur caporal-commandant. Nous pouvons voir ici un des éléments qui illustrent l’impact qu’ont les miliciens sur leur commandement.
Les tentatives précédentes de créer des milices demeurent des initiatives purement locales. Malheureusement, ces premières milices n’assurent pas une sécurité suffisante à la jeune colonie. Pour combattre les Iroquois, la France envoie, en 1665, un régiment de 1 200 soldats réguliers, le régiment de Carignan-Salières. Les soldats combattent les ennemis et ramènent la paix. Même si, en 1668, le régiment retourne en France, plusieurs centaines d’hommes décident de demeurer au Canada. Parmi eux, plusieurs officiers obtiennent des seigneuries et certains soldats démobilisés deviennent leurs censitaires.
Pour pallier l’absence de troupes régulières au pays, Louis XIV décrète, l’année suivante, l’instauration d’une véritable milice en Nouvelle-France. Il s’agit de la première structure légale de la milice dans la colonie. Les hommes de 16 à 60 ans sont appelés à défendre le pays. Tous doivent servir : bourgeois, marchand, habitant, domestique ou ouvrier. Outre les membres du clergé, certaines exemptions sont accordées : les infirmes, les officiers pourvus de commissions, de brevets ou de lettres de services du roi, incluant les officiers d’épée, de justice et d’administration, et les huissiers audienciers du Conseil supérieur et des juridictions. Le milicien sert en sa qualité de sujet du roi et non en tant que censitaire. Les miliciens s’assemblent par compagnie, une fois par mois, pour faire les exercices militaires sous les ordres de capitaines, lieutenants et enseignes. Une ou deux fois par année, on réunit toutes les compagnies d’une région pour faire de grands exercices. Les miliciens s’entraînent alors sans autre rétribution que leur ration quotidienne. Au début, comme plusieurs habitants de la colonie ont déjà servi dans le régiment de Carignan-Salières, la transition de soldat à milicien se fait bien.
L’organisation de la milice repose sur une structure simple. Le gouverneur de la Nouvelle-France commande toutes les milices du pays. À la tête du gouvernement de Montréal, un colonel, des majors et des aides-majors supervisent les activités. Parmi les colonels de Montréal, on peut noter Jacques Alexis de Fleury d’Eschambault, Maurice Blondeau et Jean-Baptiste Neveu de la Bretonnière dont les descendants vont continuer la tradition militaire. La plupart des colonels de milice sont des gros marchands de Montréal. La responsabilité des levées de milice revient d’abord, comme en France, au syndic puis après 1678, au subdélégué de l’intendant et aux capitaines de milice de la ville. Dans les côtes, l’intendant nomme un commissaire sachant lire et écrire qui dresse les rôles de miliciens, convoque les exercices et sert d’intermédiaire entre l’administration et la population locale.
Lors de grandes campagnes militaires, l’intendant ordonne une levée en masse. Les miliciens doivent s’armer eux-mêmes et maintenir une bonne provision de plomb, de poudre et de mèche. L’intendant fournit des fusils à ceux qui n’en ont pas mais ils remettent leur arme au retour de chaque expédition. Comme la milice ne possède pas d’uniforme, les hommes reçoivent, à chaque campagne, une partie de l’habillement, chemise, capot, brayette, mitasses, mocassins et une couverture.
Ernest Chambers, un historien canadien vivant à la fin du XIXe siècle fait mal la différence entre les compagnies franches de la Marine et la milice canadienne. Pour lui, la milice se distingue des troupes régulières par l’absence d’uniforme et de discipline « The French officers made no attempt to instill discipline into the ranks of the militia any idea of drill or discipline beyond such was necessary to secure a fair show of order while on the march ». Il soutient, à tort, que les troupes de la Marine font partie de la milice coloniale française. À l’opposé, Gustave Lanctot illustre clairement la différence entre la milice, troupe locale levée temporairement, et les troupes de la Marine constituées de soldats français enrôlés pour combattre en Nouvelle-France pour une durée prédéterminée. On peut expliquer la confusion de Chambers par le fait que la milice canadienne était dirigée par des officiers locaux et que vers la fin du régime français de nombreux Canadiens commandaient des compagnies franches de la Marine.

### Milices soviétiques et post-soviétiques
Dans l'ex-URSS, notamment en Russie, mais aussi en Biélorussie, Ukraine, Ouzbékistan, Kirghizistan et Tadjikistan, la milice ou militsia (en russe : милиция) représente l'organe de l'exécutif assimilable à la police ayant pour but principal le maintien de l'ordre public. Dans l'actuelle Russie et dans quelques autres pays, la militsia fait partie du Ministère de l'intérieur (MVD).

### Autres milices dans le monde

#### Congo-Brazzaville
Dans les années 1991 à 1994, le président de la République du Congo, Pascal Lissouba, a créé une milice gouvernementale, appelée la « Réserve ministérielle », qui par effet, s'est vue être opposée à deux nouvelles milices, les Ninjas et les Cobras, ainsi qu'à un groupe de brigands hétéroclite, les Zoulous.